# Калінський Едуард Миколайович
Едуа́рд Микола́йович Калі́нський (1975—2023) — український військовослужбовець, учасник російсько-української війни, кавалер ордена «За мужність» III ступеня.

## Життєпис
Народився 12 серпня 1975 в селі Привокзальне Конотопського району Сумської області.
Після закінчення школи навчався у фізкультурному училищі. 
У 2008 році пішов служити у ДПСУ, згодом вийшов на пенсію по вислузі, але з початком повномасштабного вторгнення пішов спочатку в ТрО, а потім був переведений у збройні сили.
Загинув 28 січня 2023 року в Донецькій області.
Похований у селі Привокзальне.

## Нагороди
- Орден «За мужність» III ступеня (19 червня 2023, посмертно) —  за особисту мужність, виявлену у захисті державного суверенітету та територіальної цілісності України, самовіддане виконання військового обов'язку[1].
- Почесний нагрудний знак «Золотий хрест».